# Friluftsliv

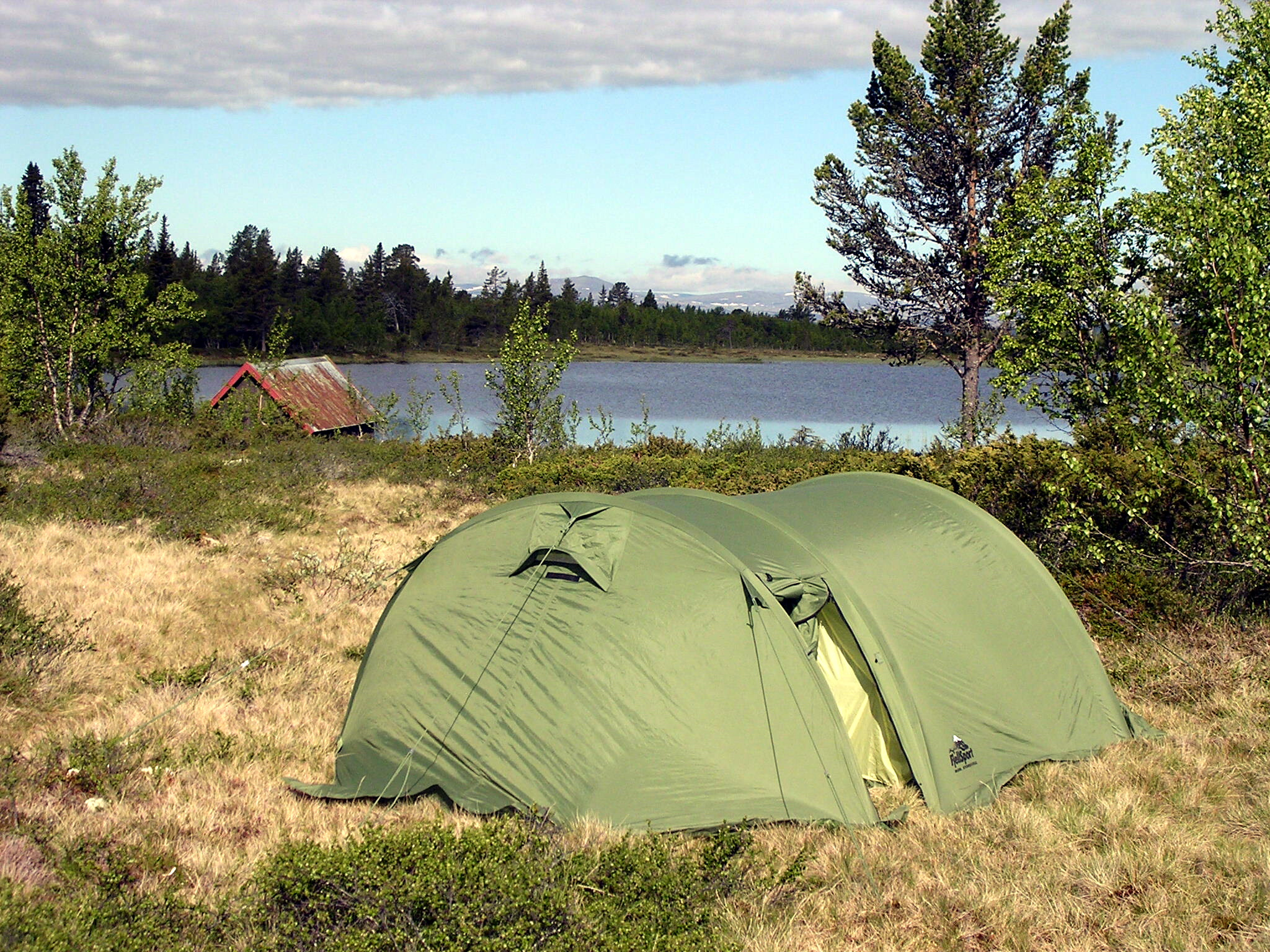
Il campeggio è un esempio di Friluftsliv.

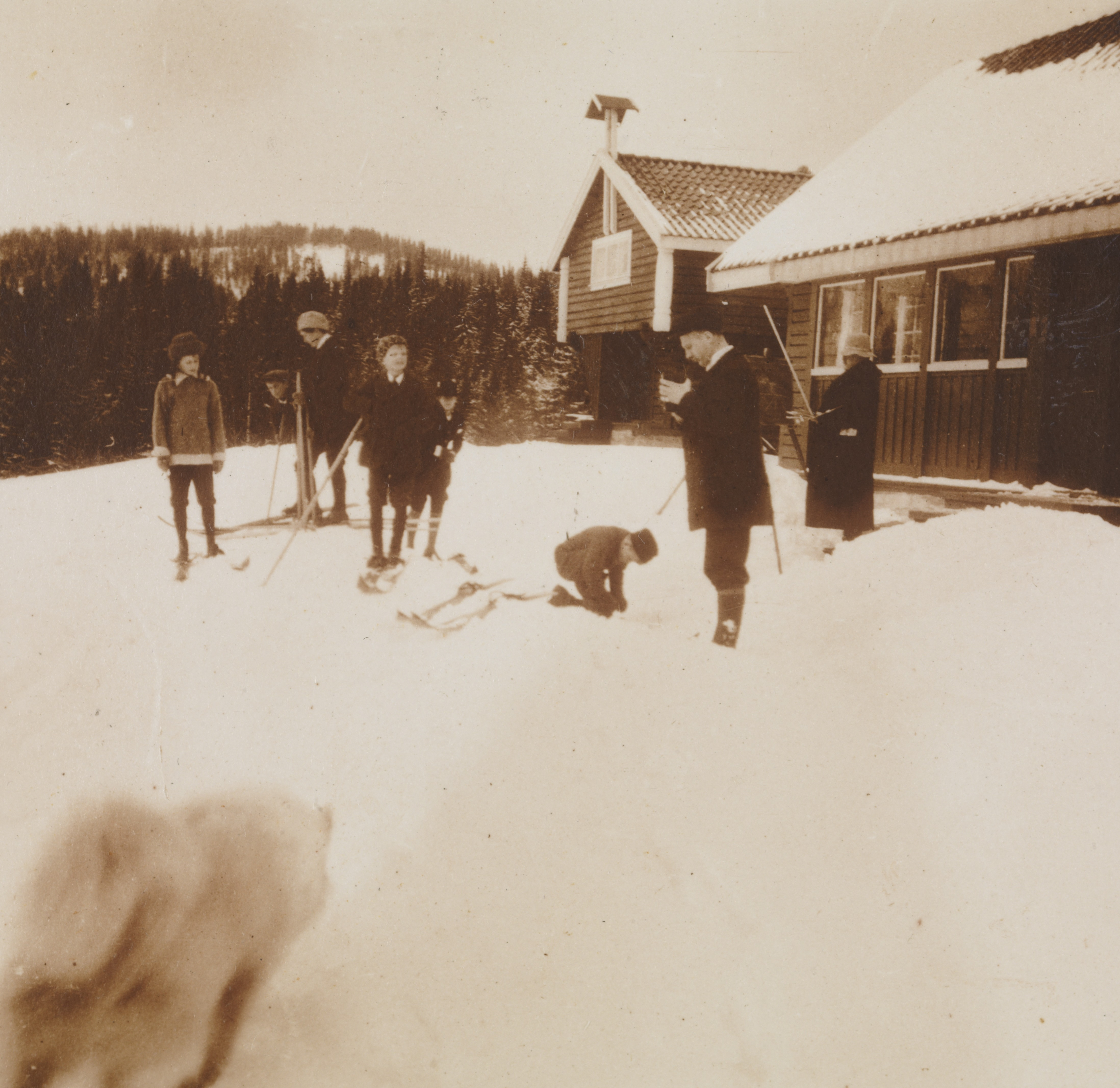
Lo sci è da sempre un'attività popolare all'aperto in Norvegia. Nell'immagine i preparativi per una gita sugli sci ad Akershus, Bærum, prima del 1913.
Foto: Fridtjof Nansen / The National Library

Con il termine Friluftsliv (dal norvegese, “vita all’aria aperta”) si intende l'utilizzo del proprio tempo libero all'aria aperta. Come indica il nome stesso, ci si riferisce all'attività che si svolge all'esterno, nell'ambiente naturale. L’attività all'aria aperta qui intesa differisce dallo sport per la mancanza di regole condivise su come dovrebbe essere eseguita, ad eccezione di quelle riguardanti la sicurezza per la circolazione ed il comportamento.

## La vita all'aria aperta in Norvegia
Si ritiene che sia stato lo scrittore norvegese Henrik Ibsen ad usare per la prima volta la parola Friluftsliv nel poema På Viddene del 1859, che racconta il viaggio di un anno di un contadino attraverso la natura selvaggia. Alla fine della poesia, il protagonista abbandona definitivamente la civiltà.
Lo scienziato Fridtjof Nansen è considerato colui che ha instillato il concetto di Friluftsliv nella coscienza norvegese. Con la sua vita dedicata alla scoperta e all'esplorazione in natura, è diventato un importante modello e anticipatore. Ha riassunto molti dei suoi pensieri sulla vita all'aria aperta nel suo discorso, "Friluftsliv"  del 1921.
Nel Rapporto del 2001 allo Stortinget, l'assemblea nazionale norvegese, la Friluftsliv è così definita: "Friluftsliv è il soggiorno e l'attività fisica all'aria aperta svolta nel tempo libero con un'attenzione al cambiamento climatico e all’esperienza della natura".
Questa è l'ultima definizione ufficiale di vita all'aria aperta, ed è la stessa che viene utilizzata dalla pubblica amministrazione per la destinazione dei fondi per il gioco e l’esercizio all’aperto. Al di fuori del significato condiviso di vita all'aria aperta, sono altresì inclusi nel termine: il traffico motorizzato in aperta campagna e sui corsi d'acqua, lo sport (compreso quello organizzato) e altre attività agonistiche e prestazionali svolte in giardini, parchi e aree urbane.
Tuttavia, non è stata ancora stabilita una chiara definizione del concetto di Friluftsliv: i confini del significato restano fluidi e talvolta controversi, basati sul contenuto concettuale positivo della "vita all'aria aperta". Il concetto è fortemente radicato nella coscienza dei norvegesi e ci sono molti opinioni discordanti riguardo quali attività debbano essere incluse; molti sportivi vorrebbero restringere o espandere questo concetto in direzioni diverse. Ad esempio, c'è stato un acceso dibattito in relazione alle attività motorizzate, per cui molti atleti avrebbero voluto includere il turismo in motoslitta nel termine.

### Storia della vita all'aria aperta in Norvegia
La storia dell’uomo racconta che la nostra specie ha vissuto all'esterno prima di vivere all’interno, e almeno due milioni di anni vissuti come cacciatori e raccoglitori hanno portato allo sviluppo di un corpo e una mente già predisposti ad una vita nella natura. Negli ultimi duemila anni, tuttavia, la specie umana ha sviluppato una cultura e una civiltà che le consentono di percepirsi occasionalmente come dentro e fuori dal contesto naturale. Quando lo stile di vita moderno ci mette a dura prova, ad esempio, ritrovarsi nel "vecchio" habitat naturale può aiutare a ritrovare pace ed equilibrio.
La concezione di vita all’aria aperta delle epoche passate è logicamente molto diversa da quella della società odierna, nella quale risulta un’aggiunta alla vita quotidiana piuttosto che l’unica alternativa possibile. In antichità, stare nella natura non significava banalmente godersi l’aria aperta, poiché le attività all'aperto avevano sempre uno scopo utile: ne sono esempi l’allevamento, l’agricoltura o le attività per procurarsi il cibo come pescare, cacciare e raccogliere bacche e piante. La vita nella natura è quindi da sempre una parte tanto autentica quanto importante nella vita dei norvegesi.
Per quanto riguarda invece la vita all'aria aperta come possibilità aggiuntiva, ovvero senza un’utilità definita, è un fenomeno più moderno, che appare per la prima volta in relazione all'aristocrazia straniera la quale scoprì la Norvegia come zona turistica verso la metà del XIX secolo. Per molto tempo, la disponibilità economica e il tempo libero avevano permesso loro di arrampicarsi sulle Alpi e andare a caccia in Africa, ma da quel momento in poi la loro attenzione si spostò sulla Norvegia come scenario per la pesca e le escursioni in montagna. Questo fenomeno rimase incomprensibile a molti nella Norvegia rurale, che giudicavano i visitatori come strambi avventurieri; ad ogni modo, gli abitanti dei villaggi si adoperavano spesso come guide alpine.
In relazione alla forte ondata di nazionalismo che ha investito il paese dopo lo scioglimento dell'unione con la Danimarca, si sviluppò una forte attenzione per tutto ciò che era genuinamente norvegese: anche la campagna e la natura furono messe in risalto e romanticizzate da artisti e scrittori, e gli eroi polari divennero grandi icone nazionali. Sempre più persone erano interessate ad esplorare la vera Norvegia. Nel 1868 fu istituita l’Associazione Turistica Norvegese con lo scopo di rendere l'accesso alle aree naturali più agevole.
Il concetto di tempo libero non esisteva in passato, ed è nato inizialmente tra i pochi ricchi che potevano permetterselo, ma a partire dal XX secolo si diffuse anche tra la popolazione che alla fine ne aveva ottenuto il diritto legale. L'emergere di uno stato sociale nel paese ha conseguentemente permesso alle persone comuni di trascorrere quel tempo libero guadagnato all'aperto. Nel 1957, il diritto al pubblico accesso delle aree naturali è stato legiferato attraverso l'Outdoor Life Act, o Outdoor Act.
Il Ministero dell'Ambiente norvegese ha assegnato alla Norsk Friluftsliv, ovvero l’associazione norvegese per le organizzazioni all’aria aperta, l’incarico di impegnarsi nel Friluftslivets år 2005 (anno di attività ricreative all’aria aperta 2005).

### Scenari per l’esperienza di vita all'aria aperta in Norvegia
- Aree esterne limitrofe: per garantire l'opportunità di vita all'aria aperta per ampi gruppi di popolazione, le aree verdi, i parchi, le aree urbane e le aree periferiche abbastanza vicine ai centri abitati devono essere preservate. L'accessibilità e l’ingresso basso sono particolarmente importanti per i bambini, gli anziani e le persone con mobilità ridotta, così come per la conduzione di uno stile di vita all'aria aperta rispettoso dell'ambiente e che non comporti l’utilizzo eccessivo di mezzi di trasporto.

- La zona costiera: la maggior parte della popolazione norvegese vive lungo la costa e per molti è una parte importante del concetto di vita all'aria aperta potersi spostare lungo spiagge e massi, a piedi o in barca, e poter utilizzare le aree per nuotare e prendere il sole. D’altra parte, quest'area subisce anche un’enorme pressione per la demolizione: la produzione industriale e la recente costruzione di cottage con annessa recinzione hanno contribuito a ridurre l'accessibilità per l’utente medio. In più, mentre a livello statale è stato deciso che non sarà possibile edificare per una zona di cento metri lungo la costa, le esenzioni da questa legge sono frequentemente concesse a livello comunale.

- Aree di conservazione: la protezione delle aree naturali è stata attuata molto spesso per garantire un'area rappresentativa della natura norvegese, per preservare aree ecologiche chiave o per proteggere habitat di specie animali e vegetali in via di estinzione. Inoltre, molti dei parchi nazionali considerano la Friluftsliv come obiettivo importante dell'opera di conservazione: qui sono state protette ampie aree, sia privatamente che statalmente, dove la popolazione può disporre del proprio tempo all'aria aperta.

## Impatto della vita all'aria aperta sulla salute
Un numero crescente di studi epidemiologici indica che la maggiore esposizione o contatto con ambiente naturale (come parchi, boschi e spiagge) è generalmente associato ad una salute migliore e ad un maggiore benessere, almeno nelle società con popolazione con alto reddito e ampia urbanizzazione.  Vivere in aree urbane più verdi, infatti, diminuisce le probabilità di sviluppare malattie cardiovascolari, obesità, diabete, il rischio di ospedalizzazione per asma e l'insorgere di disagi mentali.
La Friluftsliv può aiutare inoltre a spiegare l'invidiabile classifica della Norvegia tra i luoghi più felici del mondo: nel World Happiness Report 2020 delle Nazioni Unite, il paese si è posizionato al quinto posto, mentre i centri norvegesi di Bergen e Oslo sono entrati nella top ten delle città più felici del mondo.